# Pauvre Belgique
Pauvre Belgique est un pamphlet inachevé de Charles Baudelaire commencé en juin 1864. Dans cet essai, Baudelaire critique la Belgique, où il s'était installé avec de nombreux espoirs.

## Genèse de l'œuvre
Charles Baudelaire (1821-1867) arrive fin avril 1864 à Bruxelles pour y donner cinq conférences, fuir ses créanciers parisiens et surtout se faire éditer par Albert Lacroix qui venait de publier Les Misérables de Victor Hugo. Les conférences données à la Maison du Roi, sur la Grand-Place, tournent au fiasco (il n'en donne que trois faute de succès public) et Albert Lacroix refuse de le recevoir. S'ensuivent deux années qui voient sa syphilis s'aggraver et son sentiment de solitude grandir.
Cette situation pathétique conduit le poète à écrire un pamphlet contre les Belges, la Belgique et principalement contre Bruxelles. L'œuvre, dont les premiers extraits sont publiés à titre posthume en 1887, puis intégralement publiée en 1952 sous le titre Pauvre Belgique choisi par Jacques Crépet et Claude Pichois.
L'ouvrage devait permettre à Baudelaire de se faire la main dans la perspective d'un pamphlet contre la France : il n'a jamais été écrit.[réf. nécessaire]

## Contenu
Baudelaire décrit le Bruxelles de la fin du règne de Léopold Ier, de la Senne qui n'est pas encore voûtée et des mœurs bruegheliennes qui heurtent le dandy parisien.
Malgré ses outrances, l'ouvrage évoque certains aspects de la vie bruxelloise à l'époque de son séjour.

## Critique
(septembre 2017).

Dans un article publié dans le périodique bruxellois Le Progrès le 14 juillet 1887, le poète belge Georges Rodenbach a recensé Pauvre Belgique ! dans les termes qui suivent : 
Quant au chapitre relatif à la Belgique, il est douloureux pour nous ; notre pays y est jugé sévèrement : « Horrible monde ; peuple inepte et lourd, trop bête pour se battre pour des idées ; ici, plus une âme qui parle ; il faut être grossier pour être compris ; on ne pense qu’en commun, en bandes. »
Malheureusement, bien de ces critiques sont cruellement vraies et nous le savons plus que personne, nous qui travaillons comme en exil aussi, dans ce pays, sans jamais sentir le cri de notre labeur nous revenir en échos multipliés.
Cependant, il convient de dire que Baudelaire nous a presque jugés en ennemi : il était malade, aigri, et n’avait trouvé ici que déboires : personne, à peu d’exception près, ne s’était même douté qu’il y eût dans Bruxelles, à ce moment, un des plus nobles et des plus puissants esprits du siècle.

Mais qu’importent ces misères ! Baudelaire est entré fatalement, comme cela devait, dans l’immortalité définitive.
Selon Robert Kopp, la « lecture des quelque trois cent soixante feuillets qui constituent les brouillons de Pauvre Belgique laisse une impression pénible. On supporte mal tant de colère et de haine qui n'ont pas de but précis mais reflètent surtout l'état misérable du poète. » Le même auteur considère que les seuls passages intéressants sont ceux consacrés à l'art, principalement le baroque que Baudelaire appelle le style jésuite.